# Dustin Clare
Dustin Clare (Grafton, Nova Gal·les del Sud; 2 de gener de 1982) és un actor australià principalment conegut per haver interpretat a Riley Ward en l'aclamada sèrie australiana Les germanes McLeod i a Cánic a les sèries Spartacus: Gods of the Arena, Spartacus: Venceance i a Spartacus: War of the Damned.

## Biografia
Dustin és originari del país i la costa nord de Nova Gal·les del Sud.
En 2004 es va graduar de la prestigiosa escola australiana Western Australian Academy of Performing Arts "WAAPA".
Des de 2009 surt amb l'actriu Camille Keenan. La parella li va donar la benvinguda al seu primer fill, Darcy Clare, en 2012.

## Carrera
El 2003 va participar en la pel·lícula Brothers, el 2005 va participar en les sèries australianes All Saints i HeadLand.
El gener de 2006 es va unir a la sèrie Les germanes McLeod, on va interpretar al vaquer dur però de bon cor Riley Ward, fins al final de la setena temporada el 2008, després que al costat de Grace Mcleod, Tyler Geddes i Patrick Brewer sofrissin un accident automobilístic; tant Grace, Tyler i Patrick van sobreviure a l'accident, però Riley mai va ser trobat. Per la seva interpretació va guanyar un Premi Logie en el 2007. En la sèrie va treballar al costat d'actors com Michala Banas, Matt Passmore i Luke Jacobz.
En el 2008 va interpretar a Roo en la pel·lícula Cane Cutter on també va ser el director, escriptor i productor; en la pel·lícula va treballar al costat de dues dels seus companys de Les germanes McLeod, Peter Hardy i Gillian Alexy. Aquell mateix any es va unir a la segona temporada de la sèrie Satisfaction, on va donar vida a Sean, el germà de Mel, fins al final de la sèrie en el 2010.
En 2009, es va unir al repartiment de la sèrie Underbelly: A Tale of Two Cities, on interpretà a l'assassí a sou Christopher Flannery també conegut com a Mr. Rent-a-Kill; on comparteix crèdits amb tres dels seus companys de Mcleod's Daughters: Matt Passmore, Jonny Pasvolsky i Myles Pollard, els quals interpreten Marcus Turner, Matt Bosnich i Nick Ryan respectivament.
El 2011 es va unir a la sèrie Spartacus: Gods of the arena, la preqüela de la sèrie Spartacus: Blood and Sand. A la preqüela Dustin va interpretar a Cànic, un gladiador campió de la Casa de Batiatus, que va arribar abans que Espàrtac i es va convertir en el primer Campió de Capua (segons la història, ell seria després el General d'Espàrtac). La sèrie es va estrenar el gener del mateix any i va comptar amb les participacions d'actors com Manu Bennett, John Hannah i Jaime Murray.
El 2012 va aparèixer a la sèrie Spartacus: Vengeance on va interpretar novament Cànic. Vengeance va ser la tercera temporada de la sèrie i la continuació, en ordre cronològic, d'Spartacus: Blood and Sand.
El 2013 va aparèixer a la nova i última temporada anomenada Spartacus: War of the Damned on va interpretar novament el gladiador Cànic. Aquell mateix any es va anunciar que s'havia unit al repartiment de la minisèrie ANZAC Girls que va ser estrenada el 2014 i on Dustin va interpretar el tinent Harry Moffitt.
El 2015 es va unir al repartiement recurrent de la cinquena i última temporada de la sèrie Strike Back: Legacy on va donar vida a Faber.
El 2016 es va unir a l'elenc principal de la primera temporada de la minisèrie de terror Wolf Creek on va interpretar el sergent Sullivan Hill, un oficial que intenta protegir la jove Eve (Lucy Fry), després que ella fos atacada i la seva família assassinada per l'assassí en sèrie Mick Taylor (John Jarratt), fins al final de la primera temporada.
Al març de 2017 es va anunciar que Dustin formaria part del repartiment de la pel·lícula Pacific Rim: Uprising.

## Filmografia

### Sèries de televisió
| Any            | Títol                            | Personatge                  | Notes                         |
| -------------- | -------------------------------- | --------------------------- | ----------------------------- |
| 2020           | Eden                             | Huckleberry                 | Paper recurrent               |
| 2019           | Rosehaven                        | Farmer Dan                  | 3 episodis (temporada 3)      |
| 2019           | Reef Break                       | Richard Stuyler             | 5 episodis                    |
| 2019           | Doctor Doctor                    | Jarrod                      | Temporada 4                   |
| 2019           | Glitch                           | Mark Clayton-Stone          | Paper recurrent (temporada 3) |
| 2018 - present | Tidelands                        | Pat Mcteer                  |                               |
| 2016           | Wolf Creek                       | Sgr. Sullivan Hill          | 6 episodis - minisèrie        |
| 2015           | Strike Back: Legacy              | Faber                       | 4 episodis                    |
| 2014           | ANZAC Girls                      | Lt. Harry Moffitt           | 6 episodis - minisèrie        |
| 2013           | Spartacus: War of the Damned     | Cànic                       | 10 episodis                   |
| 2012           | Spartacus: Vengeance             | Cànic                       | 6 episodis                    |
| 2011           | Spartacus: Gods of the Arena     | Cànic                       | 6 episodis                    |
| 2008-2010      | Satisfaction                     | Siguin                      | 18 episodis                   |
| 2009           | Underbelly: A Tale of Two Cities | Christopher Dale Flannery   | 8 episodis                    |
| 2006 - 2008    | Les germanes McLeod              | Riley Ward                  | 48 episodis                   |
| 2007           | Air Austràlia                    | Sir Charles Kingsford Smith | 2 episodis                    |
| 2005           | HeadLand                         | Gareth Williams             | 6 episodis                    |
| 2005           | All Saints                       | Rick Fallon                 | episodi "New Beginnings"      |

### Pel·lícules
| Any  | Títol                 | Personatge              | Notes                                                                                             |
| ---- | --------------------- | ----------------------- | ------------------------------------------------------------------------------------------------- |
| 2018 | Pacific Rim: Uprising | Charlie                 | al costat de Scott Eastwood, John Boyega, Cailee Spaeny, Rinko Kikuchi, Charlie Day i Burn Gorman |
| 2014 | Sunday                | Charlie                 | al costat de Camille Keenan, Jacob Tomuri i Steve Wrigley                                         |
| 2014 | Love is Now           | James                   | al costat d'Eamon Farren, Claire van der Boom, Anna Torv, Chris Haywood i Rodger Corser           |
| 2013 | The Fragments         | Jason                   | curt - al costat de Camille Keenan, Richard Carwin, Ian Meadows, Travis Jeffery i Rhys Muldoon    |
| 2013 | Goddes                | Rory                    | al costat de Laura Michelle Kelly, Hugo Johnstone-Burt, Magda Szubanski i Pia Miranda             |
| 2011 | The Eye of the Storm  | Col                     | al costat de Geoffrey Rush, Judy Davis i Colin Friels                                             |
| 2010 | Kanowna               | Trooper Brown           | al costat de Peta Sergeant, Ben Khaw i Clarke Richards                                            |
| 2010 | Happenstance          | Exnòvio                 | curt                                                                                              |
| 2009 | Early Checkout        | Dan                     | curt - juntament amb Ian Meadows, Peta Sergeant, Clarke Richards i Jacki Weaver                   |
| 2008 | Cane Cutter           | Roo                     | al costat de Gillian Alexy, Peter Hardy i Clarke Richards                                         |
| 2006 | Iron Bird             | Jonathan Paul Harmer JP | amb Ian Meadows                                                                                   |
| 2003 | Brothers              | Ethan                   | amb Ian Meadows                                                                                   |

### Director, escriptor i productor
| Any  | Títol          | Notes                           |
| ---- | -------------- | ------------------------------- |
| 2009 | Early Checkout | escriptor                       |
| 2008 | Cane Cutter    | productor, escriptor i director |

## Premis i nominacions
| Any  | Categoria                    | Premi              | Sèrie              | Resultat  |
| ---- | ---------------------------- | ------------------ | ------------------ | --------- |
| 2009 | Most Outstanding Actor       | Silver Logie Award | Mcleod's Daughters | Nominat   |
| 2007 | Most Popular New Male Talent | Logie Award        | Mcleod's Daughters | Guanyador |